# 霍瑞西斯
霍瑞西斯（Horasis）是一个独立的国际性智庫，总部设于瑞士的苏黎世，由前世界经济论坛主席弗蘭克·里克特于 2005 年创立，主要致力于可持续新兴市场的创新和发展。在葡萄牙卡斯卡伊斯举行的一年一度的霍瑞西斯全球会议聚集了众多的商界人士与政府官员、科学家和知识分子。会议的重点是关注企业与社会相关的问题。 

## 活动

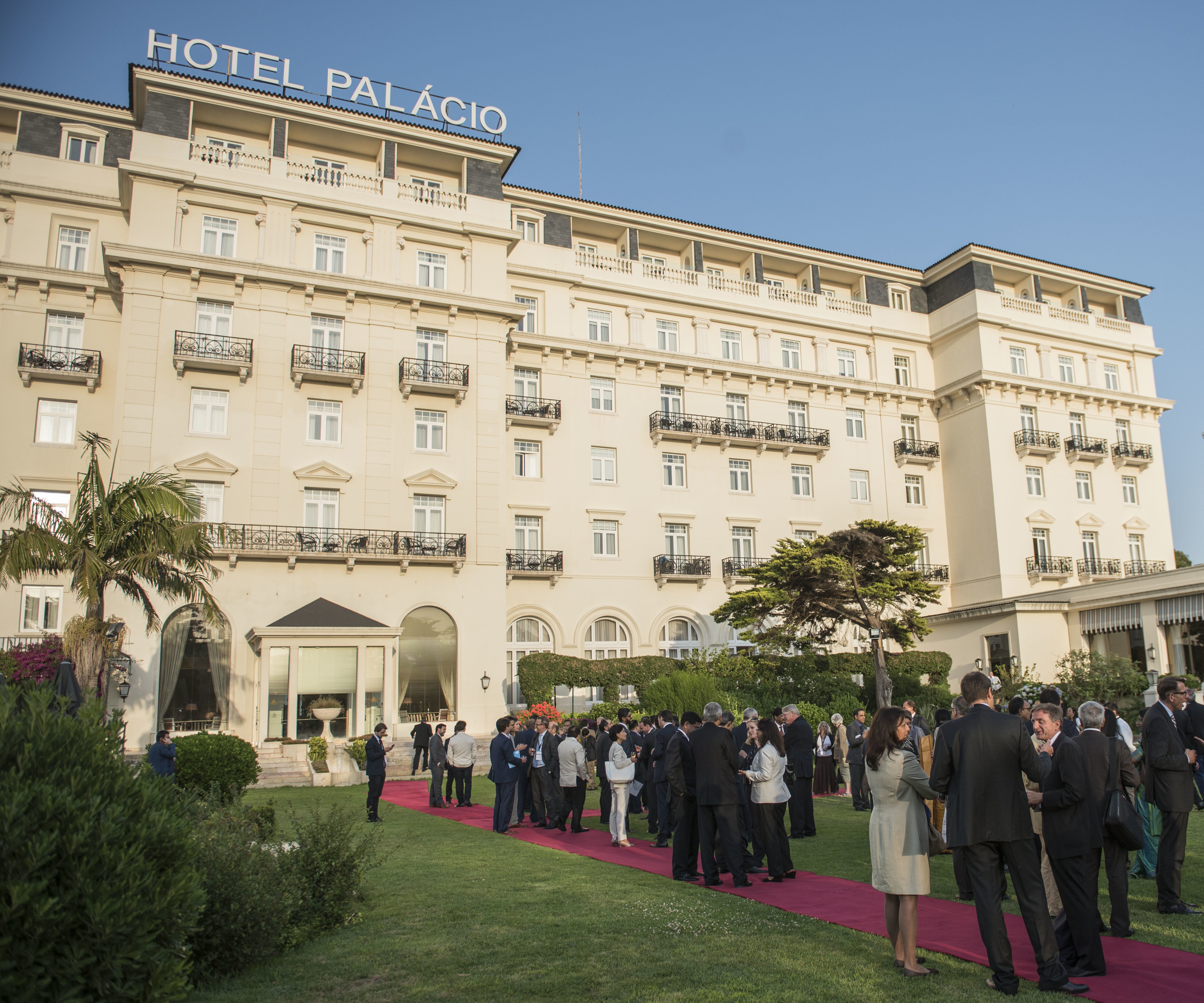
Horasis 会议招待会在位于里斯本附近葡萄牙里维埃拉的卡斯卡伊斯的埃斯托里尔宫酒店举行。

霍瑞西斯特别是在发达国家和新兴市场之间提供了一个合作和知识共享的平台。社区主要通过与公司、政府和国际组织的合作伙伴关系开展工作，并且经常以孵化器的形式从而为新举措服务。相关的会议将会在举办活动的东道国之间轮流举行；而被选择的公司将会补充关于具体主题的演讲和展示。 
霍瑞西斯会议通常在“焦点”国家地理位置之外的东道国举行，意味着作为嘉宾的“焦点”国家（中国、印度和东南亚）将会通过这些活动促进与世界的关系并以共同选择和合作的方式从而展示软实力。这些会议同样也是东道国与参会国进行政策性对话的平台。 

### 出版物
霍瑞西斯会发布基于该会议的报告，从而有助于国际媒体的专题评论和专家进行针对性访谈的电视新闻节目。  

### 年度商业领袖
霍瑞西斯授予那些创建和成功领导的全球性公司的企业家们“年度商业领袖”的奖项。该奖项于 2006 年首次颁发。颁奖仪式将会在区域会议上举行。  

## 全球性会议
一年一度的霍瑞西斯全球会议是商界人士与政府官员、科学家和知识分子的年度盛会。每年有来自 70 个国家的约 500 名参与者聚集在一起，探讨企业和社会的相关问题。经济增长、创新、移民和不平等等问题通常会出现在研讨当中。 
全球性会议于 2016 年首次在利物浦举行，自 2017 年起每年在葡萄牙卡斯卡伊斯举行。

## 区域级会议
霍瑞西斯每年将会举行霍瑞西斯中国会议、霍瑞西斯印度会议和霍瑞西斯亚洲会议。 在2017年，霍瑞西斯中国会议首次在英国谢菲尔德举行，有300多位中国企业界人士参加，包括国有企业、投资基金和私营企业代表以及英国同行。来自印度和世界各地的数百名商界人士和政界人士参加了国际级霍瑞西斯印度会议。 2017年霍瑞西斯亚洲会议由西孟加拉邦政府和印度商会 (ICC) 共同主办。 2018年和2019年的霍瑞西斯亚洲会议均在越南平阳省Binh Duong新城举办。 